# Дитячий парк імені Віті Черевичкина
Дитячий парк імені Віті Черевичкина (рос. Детский парк имени Вити Черевичкина) — один з парків Ростова-на-Дону; єдиний дитячий парк міста. Знаходиться в центрі міста, неподалік від набережної, на вулиці Радянській.

## Історія

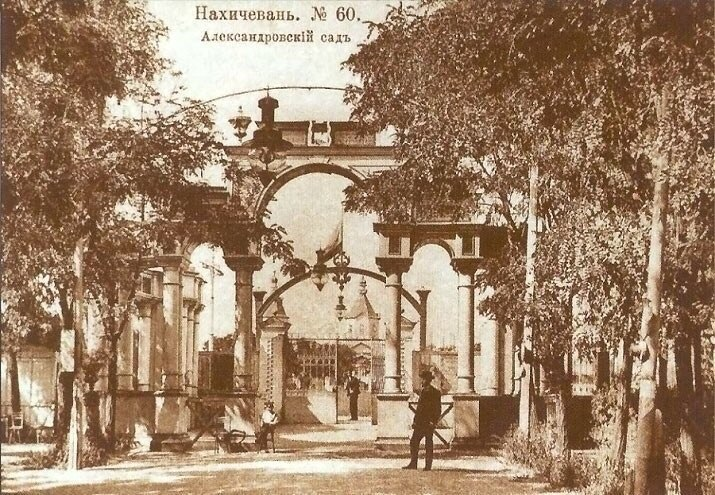
Олександрівський сад до перевороту 1917 року

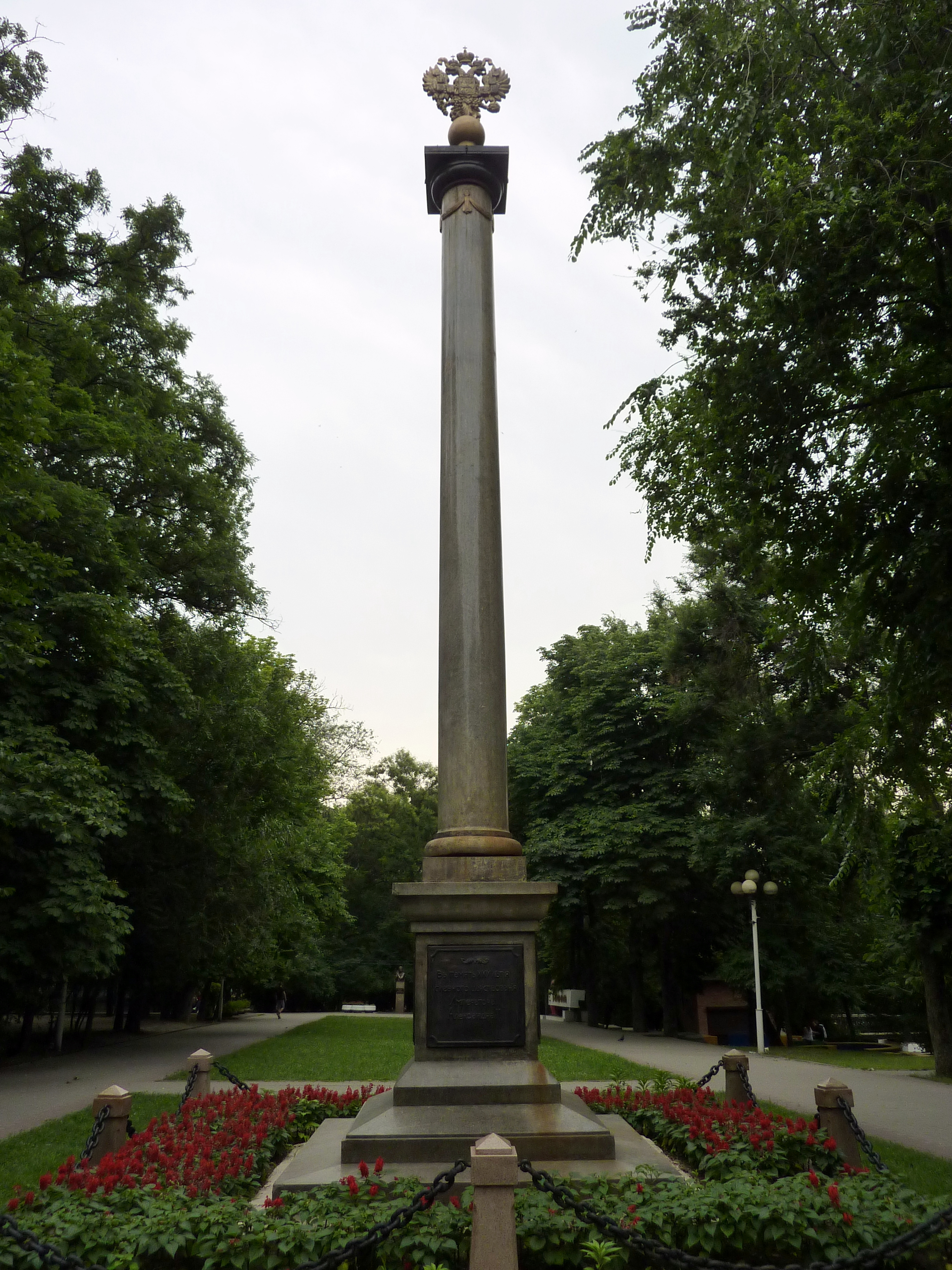
Олександрівська колона

Парк заснований в 1880 році. Історичне його назва — Олександрівський сад — було прийнято за рішенням нахічеванської міської Думи в честь «урочистого дня 25-річчя славного царювання Його Імператорської Величності Найяснішого Монарха Імператора Олександра II». У 1894 році тут була встановлена Олександрівська колона — 11-метрова копія Олександрійського стовпа, створена італійським архітектором Тонетти за проектом М. М. Дурбаха. У 1994 році гранітної копії були повернуті у віддалені радянські роки пам'ятні дошки і увінчує її двоголовий орел. В даний час колона має статус об'єкта культурної спадщини місцевого значення.
З 1936 року парк називався «Дитячий парк піонерів і школярів». В ньому були обладнані канал з містками і велика сцена для вистав. З 1965 року парк носить ім'я Віті Черевичкина (1925-1941) — ростовського підлітка, вбитого німецькими окупантами. Дещо раніше, у 1961 році, йому в парку було встановлено пам'ятник-бюст ростовського скульптора М. В. Аведикова.

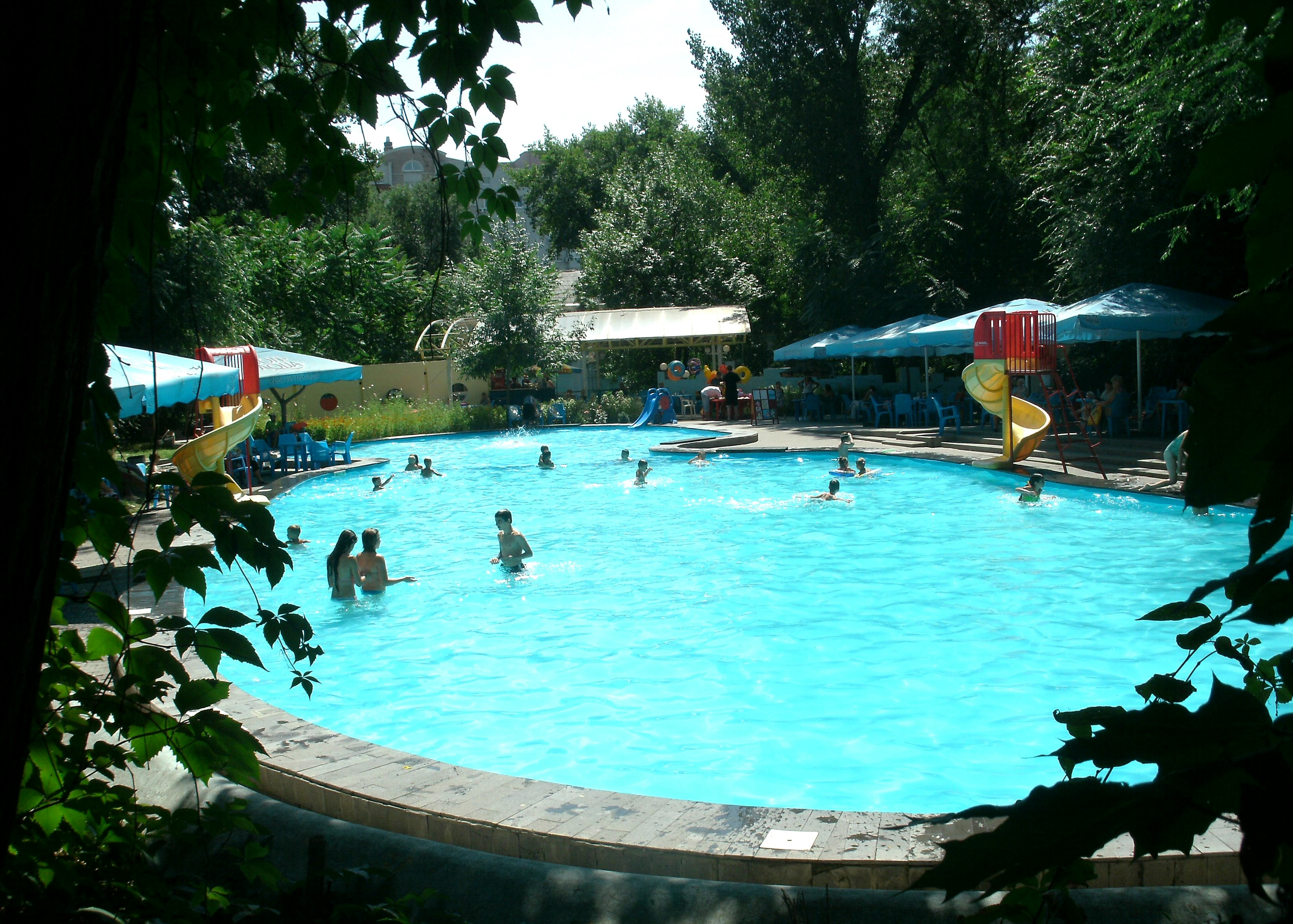
Басейн у дитячому парку імені Віті Черевичкина

Парк Віті Черевичкина є єдиним дитячим парком не тільки в Ростові-на-Дону, а і Ростовської області. Призначений для дітей дошкільного та шкільного віку. Тут знаходиться дитячий містечко атракціонів, дитячий манеж (батут), аквапарк і при ньому дитячий ігровий комплекс «Шхуна». Наречені міста на щастя почали вішати замки на перехідному містку парку, завдяки чому у нього з'явилася нова назва — «Місток кохання і щастя».
У 2000 році за підтримки Управління культури Ростова-на-Дону була проведена реконструкція парку — встановлені нові дитячі ігрові майданчики, виконаний проект освітлення парку, його алеї були вимощені плиткою.